# Đăk Yă
Đăk Yă là một xã thuộc huyện Mang Yang, tỉnh Gia Lai, Việt Nam.
Xã Đăk Yă có diện tích 38.96 km², dân số năm 1999 là 3461 người, mật độ dân số đạt 89 người/km².
Địa giới:
- Phía Đông giáp xã Đak Ta Ley
- Phía Tây giáp thị trấn Kon Dơng
- Phía Bắc giáp xã Ayun